# Jemgum
Jemgum è un comune di 3.679 abitanti della Bassa Sassonia, in Germania.
Appartiene al circondario (Landkreis) di Leer (targa LER).